# Л’Арронж, Адольф
Адольф Л’Арронж (нем. Adolph L’Arronge (Adolf Aaronsohn); 1838—1908) — немецкий актёр, дирижёр, драматург и театральный деятель; прадед актрисы Андреа Л’Арронж.

## Биография
Адольф Л’Арронж родился 8 марта 1838 года в городе Гамбурге. Успешно окончил Лейпцигскую консерваторию.
По окончании обучения Л’Арронж получил место капельмейстера в театре города Кёльна. 
В 1866 году А. Л’Арронж стал во главе Берлинской оперы, для которой написал имевшую большой успех пьесу «Das grosse Los»; удачный литературный дебют побудил начинающего писателя всецело отдаться драматической литературе, и он стал печатать по нескольку комедий, драм и фарсов в год. 
В 1873 году Адольф Л’Арронж выпустил пьесу «Mein Leopold», принёсшую ему славу одного из наиболее популярных немецких драматургов. Пьеса была переведена на многие языки. 

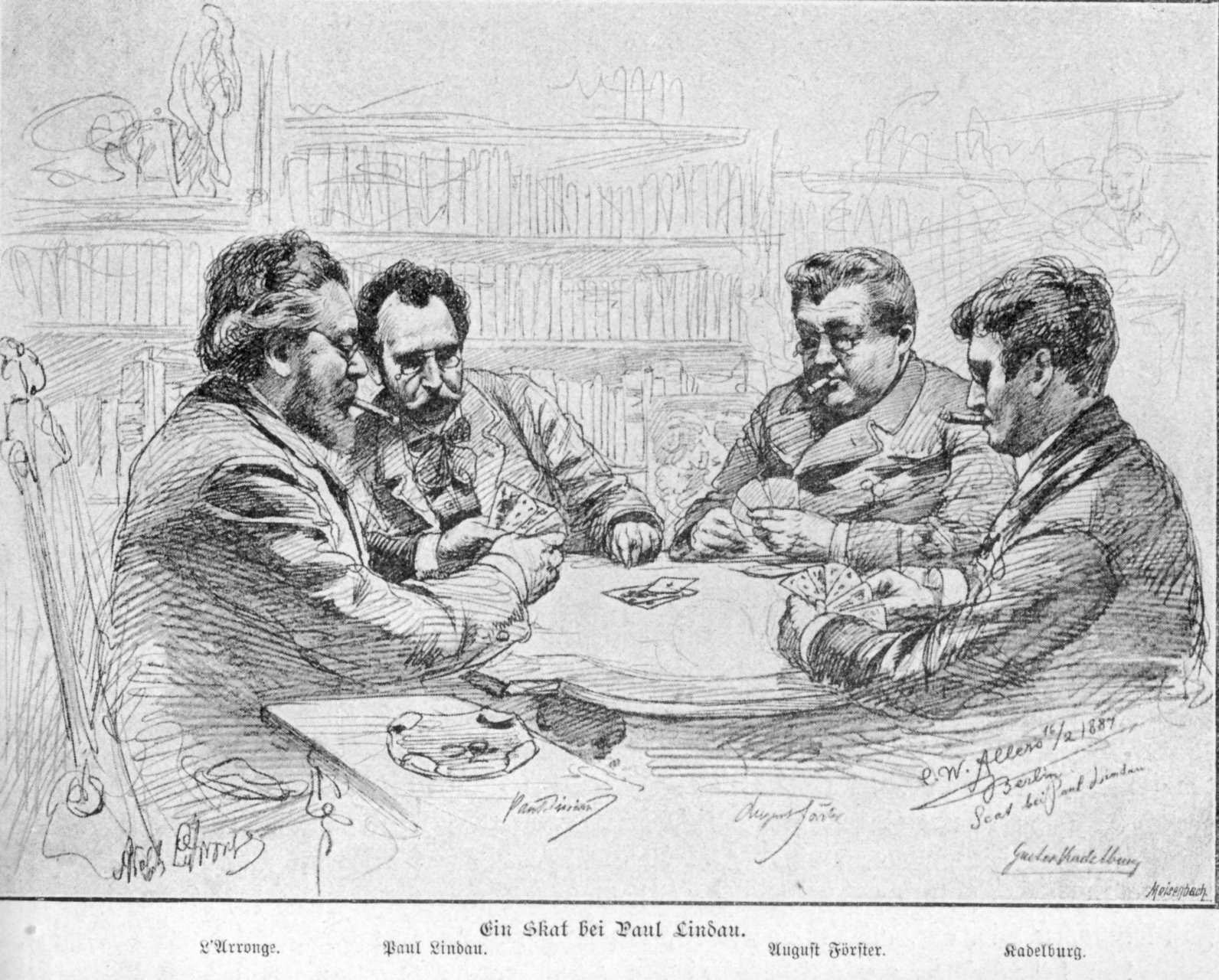
Слева направо: Адольф Л'Арронж, Пауль Линдау, Август Фёрстер и Густав Кадельбург
(рисунок Кристиана Вильгельма Аллерса, 1887)

С 1874 году Л’Арронж стал во главе «Lobe Theater» в Бреславле.
В 1883 году он приобрёл в Берлине здание, где вместе с актерами Э. Поссартом, Л. Барнаем, А. Форстером, 3. Фридманом, Ф. Гаазе открыл «Немецкий театр» (нем. «Deutsches Theater»); товарищество актёров-пайщиков, стремилось создать первый в Германии национальный театр и преуспело в этом; с 1900 года это один из пяти государственных театров германской столицы.
По поручению германского императора Л’Арронж пересмотрел текст оставшейся после смерти Лорцинга оперы «Регина». Перу Л’Арронжа принадлежит также история немецкого театра и немецкого сценического искусства.
Адольф Л’Арронж умер 25 мая 1908 года в швейцарском городке Кройцлинген.

Его правнучка Андреа Л’Арронж (род. 1957) также связала свою жизнь с театром и стала актрисой. 